# MadeinTYO
Малкольм Джамаль Дейвіс (англ. Malcolm Jamaal Davis), відомий під псевдонімом MadeinTYO (вимовляється як Made in Tokyo) — американський репер з Атланти, Джорджія, США. Насамперед відомий завдяки дебютному синглу «Uber Everywhere», який увійшов до складу мікстейпу «You Are Forgiven».

## Біографія
Малкольм Джамаль Дейвіс народився 12 квітня 1992 року в Гонолулу, Гаваї, США, у сім'ї військового. Своє дитинство провів у штатах Сан-Дієго, Вірджинія та Техас, а свої підліткові роки — у місті Йокосука, Японія. Закінчив японську Середню школу імені Ніла К. Кінніка. Проживаючи у Вашингтоні, двоюрідний брат Дейвіса створював при ньому музику в його кімнаті, що надихнуло Малкольма на написання власної музики. В одному зі своїх інтерв'ю журналу «XXL», MadeinTYO назвав імена таких виконавців, що вплинули на його музичну діяльність: Фаррелл Вільямс, 24hrs, Gucci Mane та M.I.A.
Закінчивши середню школу, разом із своїм старшим братом Робертом «24hrs» Дейвісом (раніше використовував псевдонім Ройс Різзі) повернувся до Атланти, Джорджія, США.

## Кар'єра
26 лютого 2016 року світ побачив його дебютний сингл «Uber Everywhere», який посів 51 сходинку в чартах Billboard Hot 100. Згодом вийшов перероблена версія пісні за участі репера Тревіса Скотта. Трек отримав платинову сертифікацію RIAA. Пізніше сингли «I Want» та «Skateboard P» здобули золоту та платинову сертифікацію RIAA відповідно.
У квітні 2016 року відбулася прем'єра його дебютного мікстейпу «You Are Forgiven», який вийшов на iTunes у серпні 2016 року. Мікстейп «You Are Forgiven» посів 122 сходинку на Billboard 200. Також виконавець випустив два міні-альбоми — «24Hrs In Tokyo» (2016; у співпраці зі своїм братом, який використовує псевдонім 24hrs) та «True's World» (2017).

## Особисте життя
Наприкінці 2015 року Дейвіс почав зустрічається з митцем та цифровою художницею Ангією Сантана, яка відома під псевдонімом Distortedd. У червні 2016 року пара повідомила в соціальних мережах про те, що вони чекають на дитину. 29 січня 2017 року у них народився син на ім'я Тру. 14 лютого 2017 року вони оголосили про заручення. Разом із нареченою та сином нині проживає в Лос-Анджелесі, Каліфорнія, США.
Дейвіс має брата, який також займається репом та використовує псевдонім 24hrs.